# Supercoppa italiana 2023 (calcio femminile)
La Supercoppa italiana 2023 di calcio femminile, nota anche col nome sponsorizzato di Supercoppa Italiana Femminile Frecciarossa, è stata la ventisettesima edizione della Supercoppa italiana di calcio femminile. La partita decisiva per l'assegnazione del trofeo è stata disputata il 7 gennaio 2024 allo stadio Giovanni Zini di Cremona e ha visto la vittoria della Juventus, al quarto successo nella competizione.
La partita, trasmessa in chiaro su Rai 2, ha registrato 440mila telespettatori medi e uno share del 3,24%, stabilendo il record di audience per le competizioni femminili di club italiane.

## Formato
Come nella precedente edizione, il numero di partecipanti è di due squadre: la Roma, vincitrice del campionato di Serie A 2022-2023, e la Juventus, vincitrice della Coppa Italia 2022-2023. La competizione si svolge in gara unica in campo neutro.

## Squadre partecipanti
| Squadra  | Qualificazione                       | Ultima partecipazione |
| -------- | ------------------------------------ | --------------------- |
| Roma     | 1ª classificata in Serie A 2022-2023 | 2022                  |
| Juventus | Vincitrice Coppa Italia 2022-2023    | 2022                  |

## Tabellino
| Arbitro: | Gasperotti (Rovereto) |

|             |           |                              |
| Kumagai 28’ | Marcatori | 12’ (aut.) Viens 53’ Garbino |